# Pseudocerocoma tulenapa
Pseudocerocoma tulenapa — вид жуків родини м'якотілок (Cantharidae). Описаний у 2024 році.

## Поширення
Ендемік Колумбії. Відомий лише у типовому місцезнаходженні — біологічній станції Туленапа у департаменті Антіокія на заході країни.